# Дивеевский район

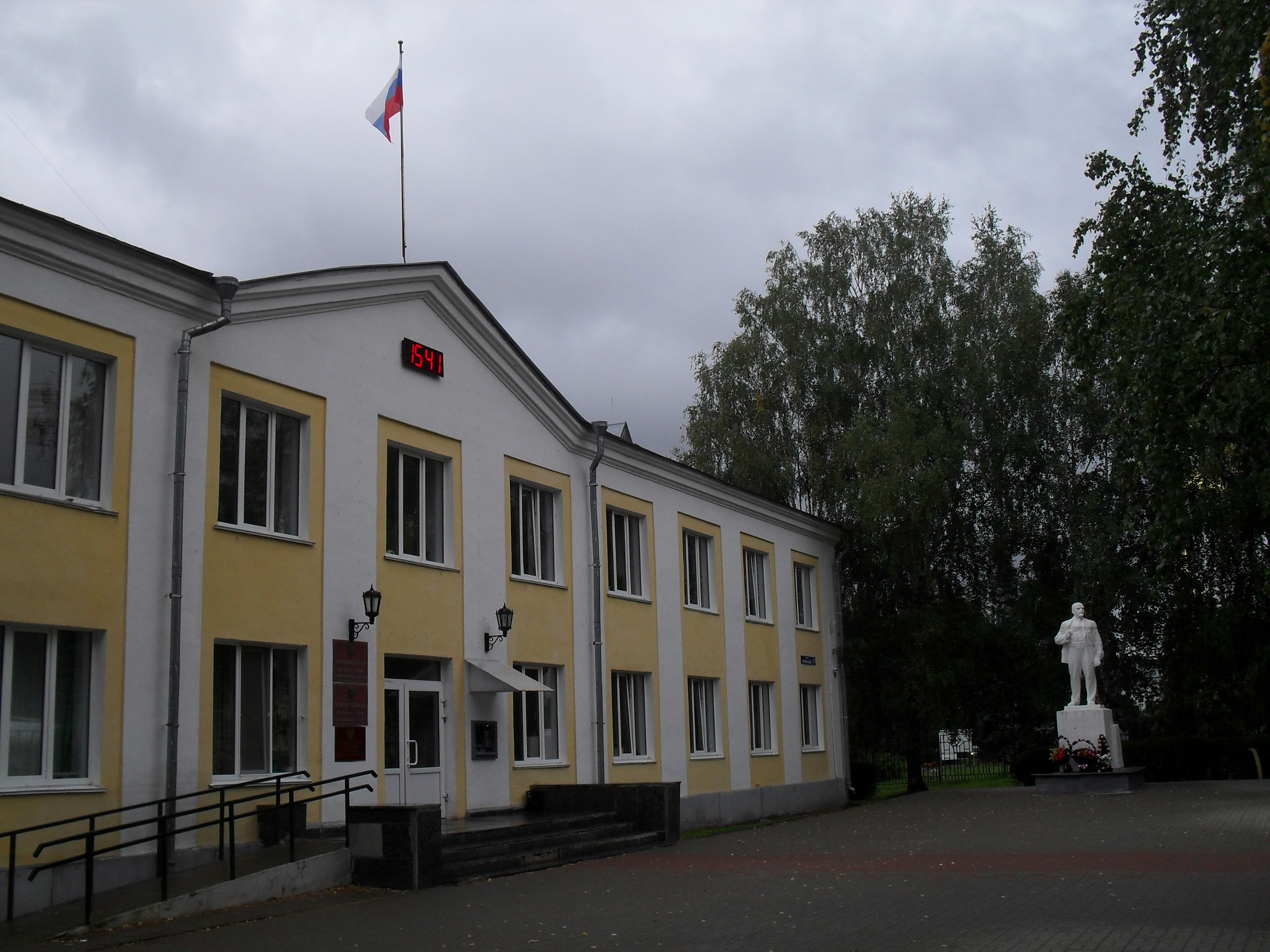
Здание администрации Дивеевского района

Диве́евский райо́н — административно-территориальное образование (район) в Нижегородской области России. В рамках организации местного самоуправления ему соответствует Дивеевский муниципальный округ (с 2004 до 2020 гг. — муниципальный район).
Административный центр — село Дивеево.

## География
Район расположен в южной части Нижегородской области и граничит на западе с Вознесенским и Ардатовским, на севере с Арзамасским районами области, на востоке с городским округом города Первомайска, на юге с ЗАТО города Сарова и Республикой Мордовия.
Площадь района — 844,8 км².

## История
Село Дивеево основано в середине XVI века. Первый владелец села был ногайский мурза князь Дивей. потомок знаменитого правителя Золотой Орды Едигея, основателя Ногайской орды, получивший землю от Ивана Грозного. В конце XVIII века в Дивееве была построена каменная церковь в честь Казанской Божьей матери. При церкви была создана женская община под духовным руководством старцев Саровского мужского монастыря. В 1825—1833
 гг. деятельное участие в устроении Дивеевской общины принимал саровский старец, Преподобный Серафим. В 1861 г. Дивеевская община преобразована в Серафимо-Дивеевский монастырь. В 1885 г был построен пятиглавый Троицкий Собор. В 1927 г. монастырь был закрыт.
Район образован в 1929 году в составе Арзамасского округа под названием Глуховский район. Современное название с 1931 года.
20 октября 1933 года Президиум ВЦИК постановил: «Перечислить сельсоветы — Б. Макателемский, М. Макателемский, Кошелихинский, Хозинский и Худошинский, Дивеевского района в Первомайский район»
В 1991 г. установлена рака с мощами Серафима Саровского в Троицком соборе Свято-Троицкого-Серафимо-Дивеевского монастыря. Троицкий собор ныне действующий.

## Население
| 1939    | 1959    | 1970    | 1979    | 1989    | 2002    | 2008    | 2009    | 2010    |
| ------- | ------- | ------- | ------- | ------- | ------- | ------- | ------- | ------- |
| 42 177  | ↘27 601 | ↘24 626 | ↘20 111 | ↘18 375 | ↘17 848 | ↘16 233 | ↘15 955 | ↗16 618 |
| 2011    | 2012    | 2013    | 2014    | 2015    | 2016    | 2017    | 2018    | 2019    |
| ↘16 600 | ↘16 425 | ↘16 154 | ↘15 934 | ↗15 967 | ↗15 996 | ↘15 905 | ↘15 498 | ↘15 160 |
| 2020    | 2021    |         |         |         |         |         |         |         |
| ↘14 959 | ↗15 385 |         |         |         |         |         |         |         |

### Национальный состав
Большая часть населения — русские.

## Административно-муниципальное устройство
В Дивеевский район, в рамках административно-территориального устройства области, входят 6  административно-территориальных образований — 6 сельсоветов.
| № | Административно- территориальное (муниципальное) образование | Административный центр | Количество населённых пунктов | Население (чел.) | Площадь (км²) |
| - | ------------------------------------------------------------ | ---------------------- | ----------------------------- | ---------------- | ------------- |
| 1 | Верякушский сельсовет                                        | село Верякуши          | 8                             | ↘987             | 144,84        |
| 2 | Глуховский сельсовет                                         | село Глухово           | 3                             | ↘1192            | 112,03        |
| 3 | Дивеевский сельсовет                                         | село Дивеево           | 14                            | ↘8227            | 351,82        |
| 4 | Елизарьевский сельсовет                                      | село Елизарьево        | 3                             | ↗775             | 71,90         |
| 5 | Ивановский сельсовет                                         | село Ивановское        | 10                            | ↘1300            | 129,05        |
| 6 | Сатисский сельсовет                                          | посёлок Сатис          | 7                             | ↘2478            | 35,19         |

Первоначально на территории Дивеевского района к 2009 году выделялись 8 сельсоветов. В рамках организации местного самоуправления в 2004—2009 гг. в существовавший в этот период Дивеевский муниципальный район входили соответственно 8 муниципальных образований со статусом сельских поселений. В 2009 году были упразднены 2 сельсовета (Большечереватовский и Кременковский), которые были включены в Дивеевский сельсовет. В мае 2020 года муниципальный район и все входившие в его состав поселения были упразднены и объединены в Дивеевский муниципальный округ.

## Населённые пункты
В Дивеевском районе 45 населённых пунктов (все — сельские).
| №  | Населённый пункт   | Тип     | Население | Административно- территориальное (муниципальное) образование |
| -- | ------------------ | ------- | --------- | ------------------------------------------------------------ |
| 1  | Беленки            | посёлок | ↗5        | Сатисский сельсовет                                          |
| 2  | Березино           | село    | ↘77       | Ивановский сельсовет                                         |
| 3  | Большое Череватово | село    | ↘561      | Дивеевский сельсовет                                         |
| 4  | Верякуши           | село    | ↘438      | Верякушский сельсовет                                        |
| 5  | Владимировка       | деревня | ↘0        | Дивеевский сельсовет                                         |
| 6  | Глухово            | село    | ↘646      | Глуховский сельсовет                                         |
| 7  | Дерновка           | деревня | ↗36       | Верякушский сельсовет                                        |
| 8  | Дивеево            | село    | ↗6945     | Дивеевский сельсовет                                         |
| 9  | Елизарьево         | село    | ↘693      | Елизарьевский сельсовет                                      |
| 10 | Ивановское         | село    | ↘509      | Ивановский сельсовет                                         |
| 11 | Ичалово            | село    | ↘214      | Верякушский сельсовет                                        |
| 12 | Коврез             | посёлок | ↗56       | Дивеевский сельсовет                                         |
| 13 | Конново            | село    | ↘451      | Ивановский сельсовет                                         |
| 14 | Кременки           | село    | ↘588      | Дивеевский сельсовет                                         |
| 15 | Круглые Паны       | деревня | ↘134      | Елизарьевский сельсовет                                      |
| 16 | Крутцы             | деревня | →1        | Дивеевский сельсовет                                         |
| 17 | Кутузово           | деревня | ↘16       | Верякушский сельсовет                                        |
| 18 | Липовка            | деревня | ↘73       | Ивановский сельсовет                                         |
| 19 | Лихачи             | деревня | ↘122      | Глуховский сельсовет                                         |
| 20 | Маевка             | деревня | ↗249      | Дивеевский сельсовет                                         |
| 21 | Малое Череватово   | деревня | ↘39       | Дивеевский сельсовет                                         |
| 22 | Новостройка        | посёлок | ↗32       | Сатисский сельсовет                                          |
| 23 | Ознобишино         | деревня | →0        | Верякушский сельсовет                                        |
| 24 | Онучино            | село    | ↘277      | Верякушский сельсовет                                        |
| 25 | Ореховец           | село    | ↘322      | Верякушский сельсовет                                        |
| 26 | Орешки             | посёлок | ↘48       | Сатисский сельсовет                                          |
| 27 | Осиновка           | деревня | ↗356      | Дивеевский сельсовет                                         |
| 28 | Полевой            | посёлок | ↘7        | Сатисский сельсовет                                          |
| 29 | Полупочинки        | деревня | ↘118      | Дивеевский сельсовет                                         |
| 30 | Рузаново           | деревня | ↘48       | Дивеевский сельсовет                                         |
| 31 | Сатис              | посёлок | ↘2652     | Сатисский сельсовет                                          |
| 32 | Силино             | деревня | →0        | Ивановский сельсовет                                         |
| 33 | Слепые             | деревня | ↘14       | Верякушский сельсовет                                        |
| 34 | Смирново           | село    | ↘245      | Ивановский сельсовет                                         |
| 35 | Спасовка           | деревня | →0        | Дивеевский сельсовет                                         |
| 36 | Стуклово           | село    | ↘219      | Ивановский сельсовет                                         |
| 37 | Суворово           | село    | ↘637      | Глуховский сельсовет                                         |
| 38 | Сыресево           | село    | ↘19       | Ивановский сельсовет                                         |
| 39 | Темяшево           | деревня | ↘4        | Ивановский сельсовет                                         |
| 40 | Трудовое           | село    | ↘36       | Елизарьевский сельсовет                                      |
| 41 | Хвощёво            | посёлок | ↘17       | Сатисский сельсовет                                          |
| 42 | Цыгановка          | посёлок | ↗60       | Сатисский сельсовет                                          |
| 43 | Челатьма           | село    | ↘21       | Дивеевский сельсовет                                         |
| 44 | Шахаево            | деревня | ↘14       | Ивановский сельсовет                                         |
| 45 | Яковлевка          | село    | ↗156      | Дивеевский сельсовет                                         |

### Упразднённые населённые пункты
Деревня Новое Кашино Верякушского сельсовета.

## Экономика
Промышленность
На территории района развито сельское хозяйство, производят строительные материалы.
В Дивееве механический завод (производство бытовых приборов), мясокомбинат, молочный завод, птицефабрика.
Сельское хозяйство
Площадь сельскохозяйственных угодий составляет — 62160 га, из них, 44142 га — пахотные земли. Почвы не слишком плодородные. на юго-западе района высок процент лесных подзолов и супесей.
Транспорт
Через район проходят региональные трассы: 22К-0061 (Выкса — Вознесенское — Сатис), 22К-0063 (Ардатов — Дивеево), 22К-0064 (Выездное — Дивеево — Сатис), 22К-0066 (Первомайск — автодорога Выездное — Дивеево — Сатис) . В Дивеево имеется автостанция, с которой совершаются регулярные автобусные перевозки в областной центр, Арзамас, Ардатов, Вознесенское, Саров и сельские поселения района.
Железнодорожное и воздушное сообщение отсутствует.

## Русская православная церковь

Церковь Успения Пресвятой Богородицы в селе Суворово

- Серафимо-Дивеевский Троицкий монастырь.
- Троицкий собор, построен в 1875 году.
- Преображенский собор, построен в 1917 году, освящён в 1998 году.